# 98 Aquarii
98 Aquarii (b¹ Aquarii) é uma estrela na direção da Aquarius. Possui uma ascensão reta de 23h 22m 58.30s e uma declinação de −20° 06′ 01.2″. Sua magnitude aparente é igual a 3.96. Considerando sua distância de 162 anos-luz em relação à Terra, sua magnitude absoluta é igual a 0.48. Pertence à classe espectral K0III.